# WW2 Rebuilder
WW2 Rebuilder (niekiedy z podtytułem Cities from the Ashes) – gra komputerowa z gatunku symulatorów pierwszoosobowych opowiadająca o odbudowie Europy po II wojnie światowej, wyprodukowana przez polskie studio Madnetic Games i wydana przez PlayWay.
Premiera gry miała miejsce 16 stycznia 2023 roku na PC, 10 maja 2024 roku na PlayStation 5 oraz Xbox Series i 13 lutego 2025 roku na PlayStation 4.

## Fabuła
Gra opowiada o odbudowie europejskich miast ze zniszczeń spowodowanych przez II wojnę światową. Gracz wciela się w kilka niepowiązanych ze sobą postaci, którymi kieruje w czasie prac przy odbudowie swojego kraju. Miejsce rozgrywają się w różnych lokacjach, takich jak Londyn, angielskie lotnisko RAF-u, Belfast, Dunkierka czy Monachium. 6 października 2023 roku wydano oficjalne DLC do gry, którego akcja rozgrywa się w mieście Remagen i umożliwia m.in. całkowicie fikcyjną odbudowę Mostu Ludendorffa.

## Rozgrywka
Gracz wciela się postać robotnika, który dysponuje różnorodnymi narzędziami takimi jak młoty, kielnie, łopaty czy palniki, a w niektórych miejscach może używać także maszyn budowlanych i pojazdów. Zadania, które otrzymuje postać na początku i w trakcie trwania misji, sprowadzają się do wykonywania różnych prac rozbiórkowych oraz budowlanych. Są to m.in. sprzątanie terenu z gruzu, rozbiórka ruin, naprawy uszkodzonych budynków oraz budowa nowych, przywracanie funkcjonowania wodociągów i sieci elektrycznej itp. Do wykonywania tych prac gracz potrzebuje materiałów takich jak cegły, metal czy drewno, które może zbierać na mapie ze zniszczonych obiektów. Postać może przenosić tylko ograniczoną ilość surowców, dlatego ich nadmiar można wrzucić do specjalnych kontenerów umieszczonych w różnych miejscach mapy i później pobrać je stamtąd w razie potrzeby. Do wykonania są zarówno cele główne, koniecznie do ukończenia misji, jak i cele dodatkowe, które wliczają się do ogólnego wyniku. Na koniec każdej misji gracz jest oceniany za liczbę wykonanych przez niego zadań w skali od jednej gwiazdki do pięciu. Oprócz misji fabularnych do dyspozycji gracza oddano także tryb sanboxowy rozgrywający się w powojennej Polsce, który umożliwia wybudowanie własnego miasta przy użyciu dostępnych w grze elementów.

## Odbiór
Gra spotkała się w większości z pozytywnym przyjęciem wśród recenzentów i graczy. WW2 Rebuilder najbardziej chwalono za nietypowy wybór gatunku oraz tematyki powojennej odbudowy oraz spokojną, a przy tym ciekawą i zróżnicowaną rozgrywkę. Produkcji wytknięto natomiast ubogie udźwiękowienie oraz problemy z fizyką.